# Benue (folyó)
A Benue vagy Bénoué a Niger folyó fő mellékfolyója. Mintegy 1400 kilométer hosszú, és a nyári hónapokban majdnem teljes hosszában hajózható, és így a régió fontos szállítási útvonala. 
Az Adamawa fennsikon ered Kamerun északi részében, innen nyugat felé folyik Garoua városon keresztül, majd a Mandara hegységtől délre Nigériába lép, majd keresztül Yola, Ibi és Makurdi városokon, mielőtt Lokoja városánál átlép Nigerbe. 
Legnagyobb mellékfolyója a Mayo-Kebbi. Ez áradások idején összeköti a Logone folyóval, amely a Csád-tó rendszerének része. Más mellékfolyói a Taraba és a Katsina-Ala.  
1. 1 2 3  https://en.wikipedia.org/wiki/Benue_River